# Jean-Marc Lévy-Leblond
Pour les articles homonymes, voir Lévy et Leblond.
Jean-Marc Lévy-Leblond, né en 1940, est un physicien et essayiste français ayant écrit et dirigé divers travaux dans le domaine de la philosophie des sciences.

## Biographie
Après des études secondaires à Cannes, il est élève de Maths Sup et Spé au lycée Janson-de-Sailly (Paris), puis entre en 1958 à l’École normale supérieure. Adhérent à l'Union des étudiants communistes (UEC) dès 1956, puis au Parti communiste, il le quittera en 1968 pour devenir l'un des animateurs du mouvement de la critique politique radicale de la science (voir la revue Impasciences). Après un doctorat de 3e cycle (1962), puis un doctorat d’État ès sciences physiques (physique théorique) à l’université d’Orsay en 1965[réf. nécessaire], il a été successivement chargé de recherches au CNRS, maître de conférences à l’université de Nice Sophia Antipolis, professeur à l’université Paris 7, et à Nice, où il a enseigné dans les départements de physique, de philosophie et de communication. Il est professeur émérite de l’université de Nice et fut directeur de programme au Collège international de philosophie de 2001 à 2007.
Il a publié de nombreux articles sur ses travaux de recherche qui portent principalement sur la physique théorique et mathématique et sur l'épistémologie.
Il a fondé et dirige la revue Alliage (culture, science, technique), dirige les collections Science ouverte et Points (série sciences) au Seuil, et travaille plus généralement à « (re)mettre la science en culture ». « Depuis longtemps, Jean-Marc Lévy-Leblond tire la sonnette d’alarme sur la nécessité d’une intelligence publique des sciences, où se noueraient savoirs, recherche, culture et politique [...]. Afin de préserver d’authentiques discours scientifiques et éviter un fossé d’incompréhension entre les spécialistes et le grand public, mais aussi cultiver la nécessité d’une histoire des sciences, contre l’illusion d’une universalité de la connaissance scientifique, contre le présentisme et les phantasmes de contemporanéité absolue, contre la soumission des sciences aux impératifs industriels, contre l’uniformisation planétaire qu’installe la domination des technosciences ». C'est ainsi qu'il écrit : « Si ces frères ennemis, le scientisme et l’irrationalisme, prospèrent aujourd’hui, c’est que la science inculte devient culte ou occulte avec la même facilité », à tel point que le divorce entre science et culture semble parfois dangereusement consommé. Il développe un discours sur la nécessité d'une « critique de science », qu'il compare à la critique d'art, et en appelle à « un niveau de conscience collective beaucoup plus élevé de la part de l'ensemble de la société quant à ce qu'est l'activité scientifique ».
Il a été, en 1993, l'invité d'honneur de l'Oulipo.

## Ouvrages pédagogiques
- Quantique (avec Françoise Balibar), manuel original de physique quantique, édité par Masson/CNRS. Tome 1 paru en 1984, tome 2 inachevé, disponible en ligne ((CEL/CNRS)
- La Physique en questions, exercices de physique générale, en 2 tomes : 1. Mécanique, 2. Électricité et magnétisme (Vuibert)
- De la matière – relativiste, quantique, interactive, Paris, Seuil, 2006
- Richard Feynman, La Nature de la physique, trad. Jean-Marc Lévy-Leblond, Françoise Balibar, Paris, Seuil, 1980 (collection Points Sciences).  (ISBN 2-02-005658-5).

## Essayiste et « critique de science »
- Directeur de la publication de la revue Alliage (culture, science, technique)[6] (ANAIS, depuis 1981)
- (Auto)critique de la science (Textes réunis par Alain Jaubert et Jean-Marc Lévy-Leblond), Paris, Seuil, 1973
- L'Esprit de sel : science, culture, politique, Paris, Fayard, 1981
- Mettre la science en culture, Anais, 1986
- Aux contraires (l’exercice de la pensée et la pratique de la science), Paris, Gallimard, 1996
- La Pierre de touche (la science à l’épreuve), Paris, Gallimard, 1996
- Impasciences, Paris, Bayard, 2000 ; réédition Paris, Seuil, 2003
- La Science en mal de culture, Futuribles, 2004
- La Vitesse de l'ombre : aux limites de la science, Paris, Seuil, 2006
- À quoi sert la science ?, Paris, Bayard, 2008
- La Science (n')e(s)t (pas) l'art, Paris, Hermann, 2010
- Le Grand Écart (la science entre technique et culture), Paris, Manucius, 2012
- La Science expliquée à mes petits-enfants, Paris, Seuil, 2014
- Lettres à Turing (sous la direction de Jean-Marc Lévy-Leblond), Vincennes, éditions Thierry Marchaisse, 2016[7]
- L'Atome expliqué à mes petits-enfants, Paris, Seuil, 2016
- Les Couleurs du ciel, Paris, Bayard, 2018
- Lettres à Marie Curie (sous la direction de Jean-Marc Lévy-Leblond), Vincennes, éditions Thierry Marchaisse, 2020
- Le Tube à essais. Effervesciences, Paris, Seuil, coll. « Sciences ouvertes », 2020